# 果子沟

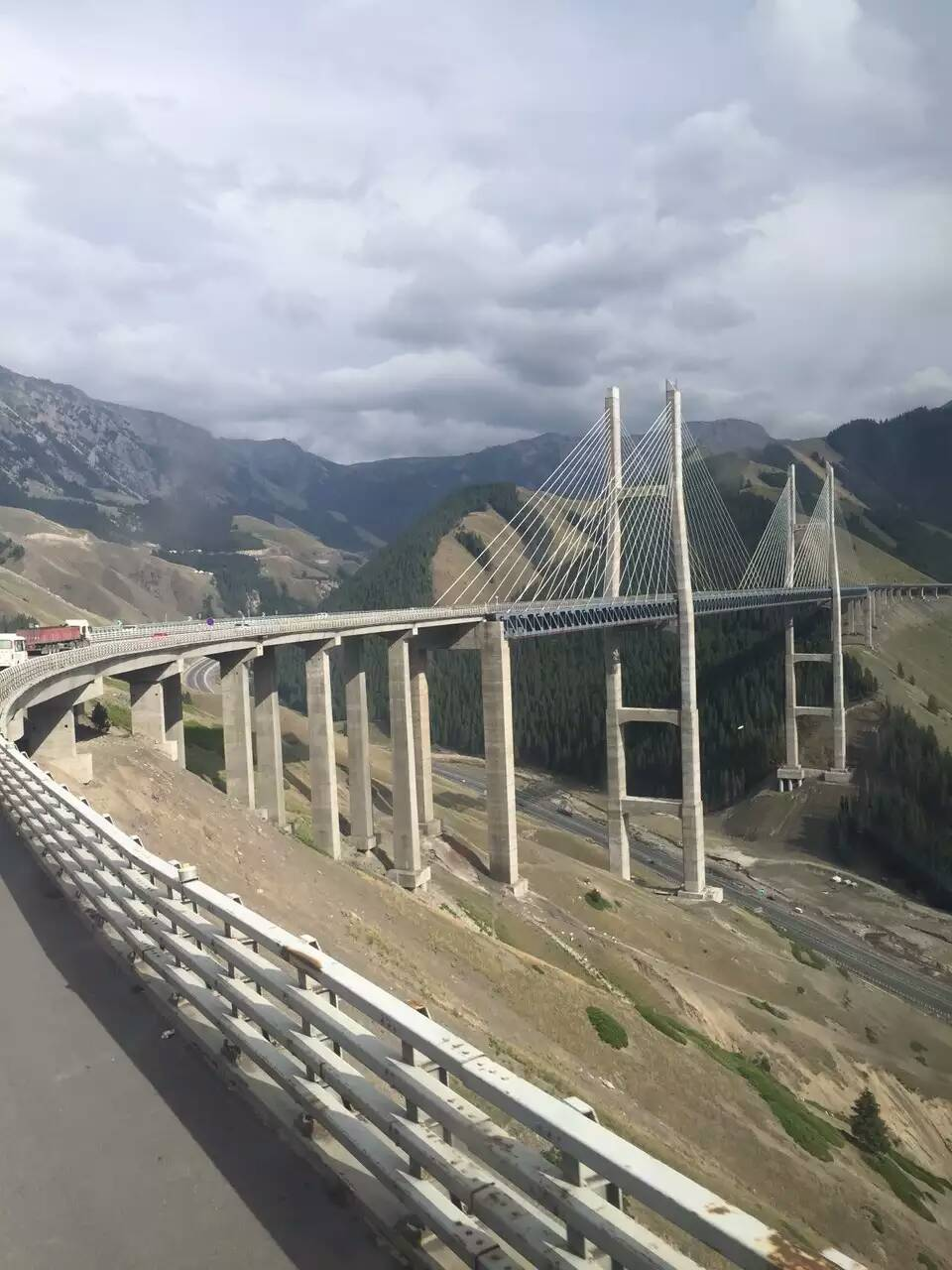
位于果子沟源头附近的连霍高速果子沟大桥。

果子沟，位于中华人民共和国新疆维吾尔自治区伊犁哈萨克自治州霍城县境内的一条河流，伊犁河右岸支流，因沟内广布大片野果林而得名。发源于博罗科努山东段南麓，蜿蜒自东北向西南流，于果子沟牧场出山口。出山口处建有果子沟引水枢纽。渠首以下，河水分散为三股岔流。东支向南5千米注入麻杆沟水库；中支向西南15千米注入倒须沟水库；西支向西南13千米穿过芦草沟镇后分为两支，左支注入卡桑布拉克水库，出库后与右支汇合，折向南流，再次分为左右两支，左支流经14千米注入部分水量向东引入塔尔其水库，右支植入凉三宫水库，出库后两支继续向南，在三道河乡汇合，在图开沙漠东南注入伊犁河。河流全长86千米，流域面积657平方千米。果子沟曾是古丝绸之路新北道，北上可达赛里木湖畔，南下为伊犁河谷。果子沟山区段长约32千米，312国道和连霍高速公路（G30）贯穿山谷，是连接天山南北、出入伊犁、远达中亚的咽喉要冲。